# Bernard Rougier
 (décembre 2020).
Si vous disposez d'ouvrages ou d'articles de référence ou si vous connaissez des sites web de qualité traitant du thème abordé ici, merci de compléter l'article en donnant les références utiles à sa vérifiabilité et en les liant à la section « Notes et références ».
Pour les articles homonymes, voir Rougier.
Bernard Rougier est un politologue français, spécialiste de sociologie politique et de questions religieuses. Il travaille sur l'évolution de l'islam au Moyen-Orient et en France.

## Biographie
Bernard Rougier est docteur en science politique (thèse sous la direction de Ghassan Salamé) et diplômé de l'Institut d'études politiques de Paris.
Il a enseigné à l'Université Saint-Joseph de Beyrouth au Liban de 1996 à 2002, été maître de conférence à l'université Clermont-Auvergne, puis professeur à Paris 3 Sorbonne Nouvelle.
Il a été chercheur à l'Institut français du Proche-Orient en Jordanie, a dirigé (2011 à 2015) le Centre d'études et de documentation économiques, juridiques et sociales du Caire (CEDEJ).

## Idées
Spécialiste des relations entre religion et politique au Moyen-Orient, Bernard Rougier a notamment étudié en profondeur la diffusion du salafisme dans les années 1990-2000, sa concurrence avec l'idéologie frériste et leurs implications dans les pays du Moyen-Orient : Yémen, Liban, Syrie, etc.
Il s'inscrit dans le débat français entre Gilles Kepel et Olivier Roy sur le chapitre de l'analyse des causes du terrorisme islamiste en France : Gilles Kepel et Bernard Rougier considèrent Olivier Roy le champion d'une « posture intellectuelle » qui refuse l’analyse critique du domaine islamique en le cantonnant à des « radicalisations » ; le corollaire de cette dilution du jihadisme dans la radicalisation étant la peur de « l’islamophobie » caractéristique du « procès en sorcellerie » intenté au romancier Kamel Daoud. Pour Rougier, le salafisme, phénomène récent dans le monde musulman, marque également fortement les populations d'origine immigrée en Europe et vient combler particulièrement dans les pays européens la perte de sens et de valeurs en proposant un retour à un passé mythifié et à son code de vie[réf. nécessaire]. Si le salafisme piétiste se distingue du salafisme djihadiste, ce dernier trouve un terreau naturel dans le premier, puisqu'ils impliquent tous deux une sécession sociale et une hostilité à la participation à l’État.

### Ouvrages personnels
- Yémen 1990-1994 : la logique du pacte politique mise en échec, Université Saint-Joseph, Beyrouth, 1997.
- Jihad au quotidien, postface de Jean Leca, PUF, coll. « Proche orient », 2004.
- L'Oumma en fragments. Contrôler le sunnisme au Liban, PUF, coll. « Proche orient », 2011.
- Figures du jihad mondial, PUF, coll. « Quadrige », 2021 (réunit deux textes de synthèse – l’un sur la formation de l’idéologie salafiste, l’autre sur la genèse du jihadisme en contexte afghan – publiés dans l’ouvrage collectif Qu’est-ce que le salafisme ?, auxquels a été ajoutée l’intégralité de L’Oumma en fragments).

### Direction d'ouvrage
- Qu'est-ce que le salafisme ?, PUF, coll. « Proche orient », 2008.
- avec Stéphane Lacroix, L’Égypte en révolutions, PUF, coll. « Proche orient », 2015.
- Les Territoires conquis de l'islamisme, PUF, 2020[3] ; éd. augmentée, 2021 ; J'ai lu, 2022.